# Kentland (Indiana)
La ville de Kentland est le siège du comté de Newton, situé dans l’Indiana, aux États-Unis.
Elle a donné son nom au cratère de Kentland situé à proximité.

## Source
- (en) Cet article est partiellement ou en totalité issu de l’article de Wikipédia en anglais intitulé « Kentland, Indiana » (voir la liste des auteurs).